# Shijiao
Shijiao (en chinois : 市郊, 市郊 乡) est un canton situé en Chine, dans la province du Hunan, dans le sud-est du pays, à 1 600 km au sud de la capitale Beijing. Sa population est de 14 104 habitants.